# Julian Yu
Julian Yu   (Pequín, 1957) és un compositor xinès. Viu a Austràlia des de 1985.

## Biografia
Yu va escriure les seves primeres composicions als dotze anys. Inicialment va estudiar composició al Conservatori Central de Música de Pequín i de 1980 a 1982 amb Jōji Yuasa i Shin'ichirō Ikebe a la Universitat de Música de Tòquio. De 1977 a 1980 va ensenyar al Conservatori de Música de Pequín.
Després d'emigrar a Austràlia el 1985, va ensenyar a la "Universitat Griffith del Queensland Conservatorium". El 1988 va ser becari al Tanglewood Music Center, on va ser professor de Hans Werner Henze i Oliver Knussen. La Universitat de Melbourne li va concedir un Doctorat en Música. Del 2005 al 2007 hi va ser becari.
Les seves obres es van trobar, entre altres coses, a les Jornades Mundials de la Música IGNM, al Festival de Música Contemporània de Huddersfield, a la Biennal de Munic i al Festival Internacional de Música de Primavera de Xangai. Va rebre encàrrecs de BBC The Proms i IRCAM. Els intèrprets de les seves cmposicions van incloure, entre d'altres: l'Ensemble InterContemporain, l'Ensemble Modern, la London Sinfonietta i la Sydney Symphony Orchestra.

## Premis (selecció)
- 1988: Koussevitzky Tanglewood Composition Prize
- 1988: Albert H. Maggs Composition Award
- 1989: Irino-Preis (2. Preis, Kammermusik)
- 1991: Paul Lowin Orchestral Prize
- 1993: Jean Bogan Prize for Piano Composition
- 1993: Adolph Spivakovsky Scholarship for the Composition of Music
- 1994: Paul Lowin Orchestral Prize
- 2009: Paul Lowin Orchestral Prize (Highly Commended)
- 2015: Albert H. Maggs Composition Award